# Союз-18
Это статья об успешном космическом полёте. О неудачном запуске, известном под тем же номером, см. «Союз-18-1»
«Сою́з-18» — пилотируемый космический корабль серии «Союз» (регистрационный номер 1975-044A / 07818), вторая экспедиция на станцию «Салют-4». Полёт длительностью немногим более двух месяцев.
Так как предыдущий неудачный запуск пилотируемого космического корабля был обозначен после рассекречивания информации как «Союз-18-1», в некоторых источниках данный полёт упоминается как «Союз-18-В» или «Союз-18-2».

## Экипаж
Основной экипаж
- Командир: Пётр Ильич Климук (2-й космический полёт)
- Бортинженер: Виталий Иванович Севастьянов (2-й космический полёт)

Дублирующий экипаж
- Командир: Владимир Васильевич Коваленок
- Бортинженер: Юрий Анатольевич Пономарёв

## Параметры полёта
- Масса аппарата — 6,800 т;
- Наклонение орбиты — 51,61°.
- Период обращения — 88,61 (91,35) мин.
- Перигей — 193,2 (343,45) км.
- Апогей — 247,5 (356,2) км.

## История полёта

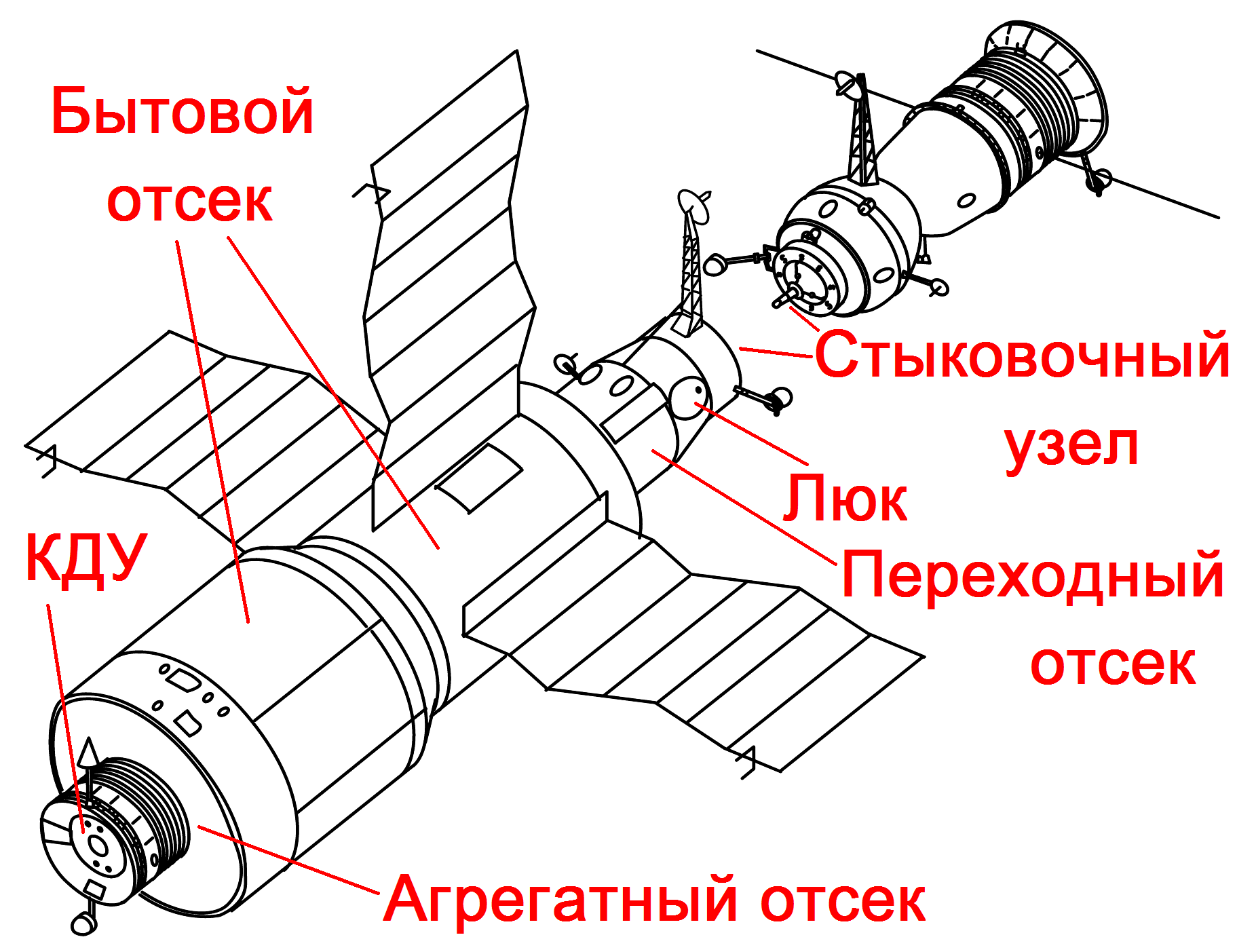
«Салют-4» и «Союз»

Вторая экспедиция на станцию «Салют-4» длительностью 63 дня, которая осуществлялась в мае-июле 1975 года. 
Экипаж являлся дублирующим экипажем предыдущего корабля «Союз-18-1», который 5 апреля 1975 в результате отказа третьей ступени ракеты-носителя выполнил аварийную посадку, не долетев до орбиты. 
Одна из задач полёта — изучение долгосрочного пребывания человека в космосе. Экипаж выполнил ряд биомедицинских экспериментов. Проведены комплексные исследования реакции организма человека на действие факторов длительного космического полёта. Испытаны различные средства профилактики неблагоприятного действия невесомости. Также проведён большой комплекс исследований Солнца, планет и звёзд в широком диапазоне электромагнитного спектра. Впервые выполнены комплексные фото- и спектрографические исследования полярных сияний, а также серебристых облаков. Самостоятельной частью программы полёта «Союза-18» была отработка новых систем и приборов перспективных космических кораблей и орбитальных станций.